# Marek Matějovský
Marek Matějovský (* 20. Dezember 1981 in Brandýs nad Labem) ist ein tschechischer Fußballspieler.

## Karriere

### Verein
Matějovský begann seine Karriere mit fünf Jahren bei Slavoj Stará Boleslav. 1990 wechselte der Mittelfeldspieler zu Alfa Brandýs nad Labem, mit 13 Jahren ging er zum FK Mladá Boleslav. Dort debütierte er in der Saison 1999/2000 in der Profimannschaft. Im Frühjahr 2001 wechselte er zum FK Jablonec 97 in die Gambrinus-Liga, wo er sich allerdings nicht durchsetzen konnte.
Im Januar 2003 ging er zurück nach Mladá Boleslav, wo er sich in die Stammformation spielte und der Mannschaft zum Aufstieg in die 1. Liga verhalf. In der Saison 2005/06, in der der FK Mladá Boleslav Vizemeister wurde, gehörte Marek Matějovský zu den besten offensiven Mittelfeldspielern der Liga. Am 7. Januar 2008 wechselte er zum FC Reading und unterschrieb einen Vertrag bis 2011. Zur Saison 2010/11 wechselte Matějovský zu Sparta Prag. In der tschechischen Hauptstadt unterschrieb der Mittelfeldspieler einen Vierjahresvertrag.

### Nationalmannschaft
Für die Qualifikationsspiele zur Europameisterschaft 2008 gegen die Slowakei und Wales im September 2006 stand Matějovský im Kader der Tschechischen Nationalmannschaft, wurde aber nicht eingesetzt.
Am 7. Februar 2007 gab er schließlich im Freundschaftsspiel gegen Belgien sein Länderspieldebüt. Matějovský erzielte am 24. Oktober 2007 sein erstes Länderspieltor, der Mittelfeldspieler traf beim 3:0 gegen  Deutschland. Sein letztes Länderspiel für sein Heimatland absolvierte er am 18. November 2009 bei einer Partie gegen Aserbaidschan. Im November 2011 wurde er für zwei weitere Länderspiele erneut in die Nationalmannschaft berufen, kam in den beiden Begegnungen allerdings nicht zum Einsatz.